# Priodesmus acus
Priodesmus acus är en mångfotingart som beskrevs av Cook 1896. Priodesmus acus ingår i släktet Priodesmus och familjen Chelodesmidae. Utöver nominatformen finns också underarten P. a. rutilipes.